# Alphonse Charles Delebecque
Alphonse Charles Delebecque, né le 28 mars 1824 à Douai et mort le 31 janvier 1893  à Vincelles (Yonne), est un général français, grand-croix de la Légion d'honneur.
Il effectue la majeure partie de sa carrière au sein de l'Armée d'Afrique, notamment dans la Légion étrangère, en Algérie française.
Il termine sa carrière au commandement du 19e corps d'armée (Armée d'Afrique) d'Alger de 1885 à 1889.

## Biographie
Saint-cyrien de la promotion d'« Isly » (1843-1845), il s'illustre lors de la conquête de l'Algérie  comme capitaine au 1er régiment étranger de la Légion étrangère avant de combattre pendant la guerre de Crimée en 1855, à Magenta en 1859, puis de faire partie du corps expéditionnaire au Mexique comme chef de bataillon au 81e régiment d'infanterie de ligne en 1862,.
Lors de la guerre franco-allemande de 1870, colonel, il combat à la tête du 51e régiment d'infanterie de ligne avec l'armée du Rhin, devant Metz où il est fait prisonnier. Libéré, il participe en mai 1871 à la répression de la Commune de Paris lors de la semaine sanglante et est cité à l'ordre « pour s'être distingué le 24 mai à la prise des Buttes-Montmartre ». 
Promu général de brigade en 1871, général de division en 1879, il commande en 1881 la division d'Oran, fait la campagne de Tunisie, au commandement de la 13e division, puis réprime l'insurrection de Cheikh Bouamama dans le Sud oranais. Nommé à la tête du 19e corps d'armée (Armée d'Afrique) d'Alger en 1885, il est admis dans la réserve en 1889,.
Fait chevalier de la Légion d’honneur devant Sébastopol en juin 1855, officier devant Puebla au Mexique en mai 1863, commandeur en avril 1871 après le siège de Metz de 1870, grand officier en Tunisie en juillet 1881, il est élevé, après 44 ans de services, 28 campagnes et 3 blessures de guerre, à la dignité de grand-croix de la Légion d’honneur, en juillet 1888, remise le 28 août 1888 par le président de la République, Sadi Carnot,.
Il meurt noyé par accident dans l'Yonne le 31 janvier 1893, à l'âge de 68 ans, pendant une partie de pêche.

## Décorations
- Grand-croix de la Légion d'honneur (5 juillet 1888)
  - Grand Officier le 13 juillet 1881
  - Commandeur le 20 avril 1871
  - Officier le 25 mai 1863
  - Chevalier le 1er juin 1855

### Sources contemporaines
- Narcisse Faucon, Le Livre d'or de l'Algérie, Challamel et Cie Éditeurs, Librairie algérienne et coloniale, 1889, pp. 201-202.
- Pierre Larousse, Grand Dictionnaire universel du XIXe siècle, volume 17, numéro 2, Administration du grand Dictionnaire universel, 1866-1877, p. 1010. En Ligne
- Charles Dezobry et Théodore Bachelet, Dictionnaire général de biographie et d'histoire, C. Delagrave, 1895, p. 302.  En Ligne

### Sources modernes
- Michel Wattel et Béatrice Wattel (préf. André Damien), Les Grand’Croix de la Légion d’honneur : De 1805 à nos jours, titulaires français et étrangers, Paris, Archives et Culture, 2009 (ISBN 978-2-35077-135-9), p. 142.